# Trichomyia nodosa
Trichomyia nodosa är en tvåvingeart som beskrevs av Duckhouse 1980. Trichomyia nodosa ingår i släktet Trichomyia och familjen fjärilsmyggor. Inga underarter finns listade i Catalogue of Life.